# Anchitherium
L'anchiterio (gen. Anchitherium) è un mammifero perissodattilo estinto, appartenente agli equidi. Visse all'inizio del Miocene (circa 20 milioni di anni fa) e i suoi resti fossili sono stati ritrovati in numerose zone d'Europa, Asia e Nordamerica.

## Descrizione
Questo animale aveva già un aspetto abbastanza simile a quello dei cavalli odierni, ma la taglia era decisamente inferiore (l'altezza al garrese doveva aggirarsi intorno al metro). Le zampe, inoltre, erano ancora tridattile come nei “cavalli” più primitivi, anche se il terzo dito (quello centrale) era più sviluppato e reggeva la maggior parte del peso. Le zampe posteriori erano lunghe, mentre quelle anteriori erano più corte, come quelle degli equidi più antichi. Queste caratteristiche, combinate con un dorso e un collo piuttosto allungati e una testa abbastanza piccola, contribuivano a conferire ad Anchitherium un aspetto vagamente “da cervo”. La testa, inoltre, possedeva un muso più corto e una scatola cranica più allungata rispetto ai cavalli odierni, e gli occhi erano posti vicino al centro del cranio anziché essere spostati verso la parte posteriore. La dentatura di Anchitherium era ancora costituita da denti molariformi a corona bassa.

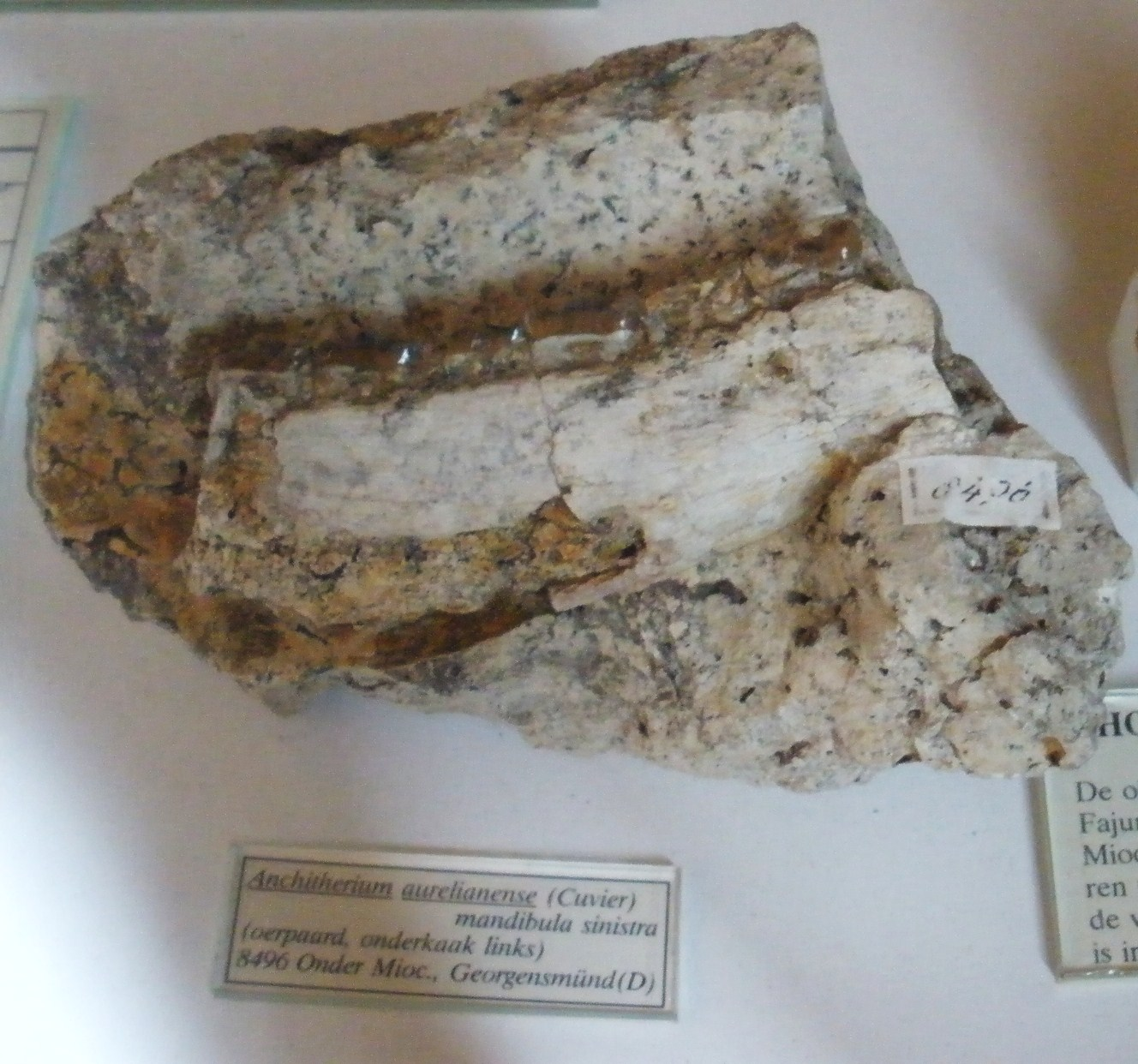
Mandibola sinistra di Anchitherium aurelianense, Teylers Museum (Haarlem)

## Classificazione
Anchitherium è un tipico rappresentante degli anchiteriini (Anchitheriinae), un gruppo di cavalli primitivi sviluppatisi nel corso dell'Oligocene in Nordamerica e originatisi dagli equidi ancestrali come Orohippus ed Epihippus. Anchitherium è noto per numerose specie rinvenute in Nordamerica, Asia ed Europa, e la sua specie tipo è Anchitherium aurelianense, i cui resti fossili sono stati ritrovati in gran numero in Francia, nel giacimento di Sansan. Altri anchiteriini ben noti erano i nordamericani Miohippus, Mesohippus, Hypohippus, Megahippus e l'asiatico Sinohippus.

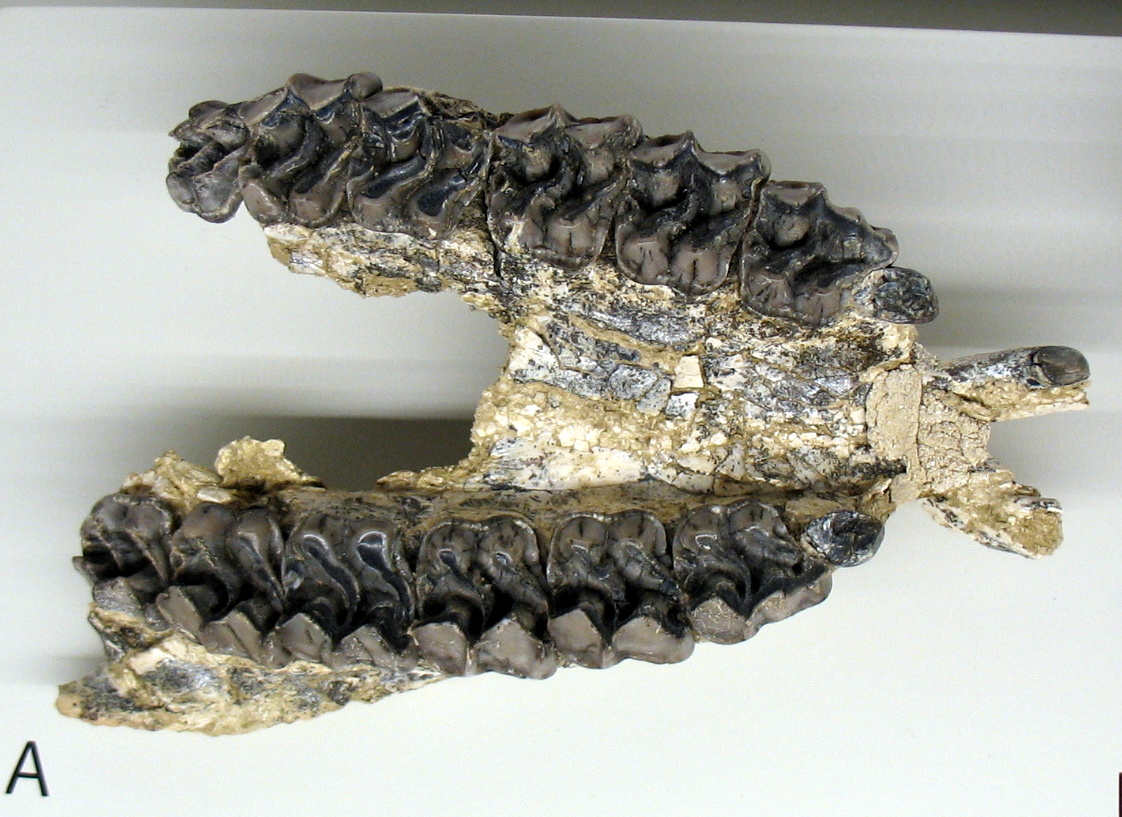
Mascella di Anchitherium proveniente dalla Spagna

## Importanza paleobiogeografica
Anchitherium fu uno dei primi equidi a migrare dal Nordamerica all'Europa, spostandosi grazie il ponte di Bering attraverso l'Asia. La morfologia di questo animale rese possibile una rapida dispersione in una zona vastissima, dalla Cina alla Spagna. Questo evento migratorio è spesso usato nella paleontologia per propositi biostratigrafici, e fu il primo di alcuni eventi isolati simili, avvenuti nel corso dell'evoluzione degli equidi.

## Paleobiologia
I molari brachidonti a corona bassa indicano che Anchitherium era un animale che si nutriva di foglie tenere. Le zampe tridattile, e il fatto che quelle anteriori fossero più corte, indicano che questo animale era adatto a un habitat di tipo forestale, e non viveva di solito in spazi aperti.